# Angelo Antolini
Angelo Antolini OFMCap. (ur. 24 maja 1953 w Santa Vittoria in Matenano) – włoski prezbiter rzymskokatolicki posługujący w Etiopii, od 2012 prefekt Robe.

## Życiorys
Święcenia kapłańskie otrzymał 17 września 1977 w zakonie kapucynów. Po święceniach przez kilka lat pracował w seminarium kapucyńskim w Fermo. W 1981 wyjechał do Etiopii i podjął pracę duszpasterską na jej terenie. Pełnił też funkcje m.in. krajowego koordynatora neokatechumenatu, wikariusza wiceprowincji etiopskiej zakonu oraz krajowego dyrektora Papieskich Dzieł Misyjnych.
11 lutego 2012 papież Benedykt XVI mianował go zwierzchnikiem nowo powstałej prefektury apostolskiej Robe.